# Lü
Lü foi uma comuna da Suíça, no Cantão Grisões, com cerca de 58 habitantes. Estendia-se por uma área de 6,84 km², de densidade populacional de 10 hab/km². Confinava com as seguintes comunas: Fuldera, Santa Maria Val Müstair, Tschierv, Tubre (IT - BZ), Valchava.
A língua oficial nesta comuna é o Romanche.

## História
Lü foi mencionada pela primeira vez em 1466, como Lug.

## Geografia
Lü tem uma área de 6,8 km². Desta área, 45,5% é usada para a agricultura, enquanto 34,5% é ocupada por florestas. Do resto do território, 1,5% é construído (edifícios ou estrafas), e o restante (16,8%) é composto por áreas não-produtivas (rios, geleiras e montanhas).
A vila está localizada na comuna de Val Müstair, do distrito de Inn. É uma das vilas mais altas da Europa, com uma altitude de 1.920 metros em uma colina acima da margem esquerda do rio Rom. Consiste na vila de Lü e no vilarejo de Lüsai.

## Demografia
Em 2008, Lü tinha uma população de 63 habitantes, dos quais 4,8% de estrangeiros. Nos últimos 10 anos, houve um declínio de 19,8% na população.
A evolução histórica da população da vila é apresentada na seguinte tabela:
| ano  | população |
| ---- | --------- |
| 1835 | 74        |
| 1850 | 95        |
| 1900 | 59        |
| 1950 | 56        |
| 1980 | 56        |
| 2000 | 62        |

## Idiomas
De acordo com o censo de 2000, a maioria da população fala romanche (82,3%), enquanto o restante da população fala alemão (17,7%). A população de língua romanche fala o dialeto Jauer. Em 1910, aproximadamente 90% da população falava romanche; em 1941, o índice era de 96%, e, em 1970, 94%. Em 1990, 98% da população dominava o idioma romanche, e, em 2000, 87% da população compreendia o idioma, mesmo não sendo sua primeira língua.
| Idiomas em Lü |               |               |               |               |               |               |
| Línguas       | Censo de 1980 | Censo de 1980 | Censo de 1990 | Censo de 1990 | Censo de 2000 | Censo de 2000 |
| Línguas       | Número        | Percentual    | Número        | Percentual    | Número        | Percentual    |
| Romanche      | 51            | 91.07 %       | 50            | 90.91 %       | 51            | 82.26 %       |
| Alemão        | 4             | 7.14 %        | 5             | 9.09 %        | 11            | 17.74 %       |
| População     | 56            | 100 %         | 55            | 100 %         | 62            | 100 %         |